# Landkreis Regensburg
Landkreis Regensburg er den sydligste landkreis i Regierungsbezirk Oberpfalz  i den   tyske delstat Bayern. Den gerænser i nordvest til Landkreis Neumarkt in der Oberpfalz, mod nord til Landkreis Schwandorf, mod nordøst til Landkreis Cham (alle i Oberpfalz), mod øst til Landkreis Straubing-Bogen, mod syd til Landkreis Landshut og i sydvest til Landkreis Kelheim (alle i Niederbayern). Den kreisfri by Regensburg ligger som en enklave, helt omgivet af Landkreis Regensburg.

## Geografi
Landkreisen omfatter  Donaudalen, og dalene til floderne Laaber, Regen og Naab, der alle er bifloder til  Donau. Mod øst udgør Kreisen udkanten af Bayerischer Wald, og i vest er der udløbere af Fränkische Alb.
Landkreisens areal er på 1.395,92 km². Den største udstrækning fra øst til vest er ca. 61 km og fra  nord til syd ca. 52 km. Det højeste punkt er Brennberg, der er 653 moh., og det laveste punkt er Gmünder Au, der er 320 moh.

## Byer og kommuner
Landkreis Regensburg omfatter 41 kommuner, hvoraf 3 er byer og 8 købstæder.
Kreisen havde 193572  indbyggere pr.  2018-12-31

| Byer 1. Hemau (9224) 2. Neutraubling (13796) 3. Wörth a.d.Donau (4918) Købsteder (markt) 1. Beratzhausen (5539) 2. Donaustauf (4124) 3. Kallmünz (2774) 4. Laaber (5222) 5. Lappersdorf (13298) 6. Nittendorf (9277) 7. Regenstauf (16343) 8. Schierling (8142) Kommunefri områder (58,52 km²) 1. Forstmühler Forst (29,19 km²) 2. Kreuther Forst (7,76 km²) 3. Pielenhofer Wald r.d. Naab (5,39 km²) 4. Schwaighauser Forst (16,18 km²) 5. Waxenberger Forst-West (nedlagt 1. juli 2000) | Kommuner 1. Alteglofsheim (3316) 2. Altenthann (1480) 3. Aufhausen (1844) 4. Bach a.d.Donau (1804) 5. Barbing (5395) 6. Bernhardswald (5438) 7. Brennberg (1989) 8. Brunn (1463) 9. Deuerling (2041) 10. Duggendorf (1575) 11. Hagelstadt (1994) 12. Holzheim a.Forst (980) 13. Köfering (2690) 14. Mintraching (4823) 15. Mötzing (1623) 16. Obertraubling (8406) 17. Pentling (6137) 18. Pettendorf (3403) 19. Pfakofen (1598) 20. Pfatter (3204) 21. Pielenhofen (1563) 22. Riekofen (787) 23. Sinzing (7390) 24. Sünching (2186) 25. Tegernheim (5504) 26. Thalmassing (3528) 27. Wenzenbach (8706) 28. Wiesent (2625) 29. Wolfsegg (1533) 30. Zeitlarn (5890) |

Verwaltungsgemeinschafte
1. Alteglofsheim
(Kommunerne Alteglofsheim og Pfakofen)
2. Donaustauf
(Markt Donaustauf og kommunerne Altenthann und Bach a.d.Donau)
3. Kallmünz
(Markt Kallmünz og kommunerne Duggendorf og Holzheim a.Forst)
4. Laaber
(Markt Laaber und kommunerne Brunn og Deuerling)
5. Pielenhofen-Wolfsegg
(Kommunerne Pielenhofen og Wolfsegg)
6. Sünching
(Kommunerne Aufhausen, Mötzing, Riekofen og Sünching)
7. Wörth a.d.Donau
(Byen Wörth a.d.Donau og kommunen Brennberg)